# Amplinus orphnius
Amplinus orphnius är en mångfotingart som beskrevs av Chamberlin 1922. Amplinus orphnius ingår i släktet Amplinus och familjen Aphelidesmidae. Inga underarter finns listade i Catalogue of Life.